# نارفورد
نارفورد (به انگلیسی: Narford) یک روستا و محله مدنی در بریتانیا است که در Breckland District واقع شده‌است. نارفورد ۹٫۷۰ کیلومتر مربع مساحت و ۴۱ نفر جمعیت دارد.